# 凱努薩米語
凱努薩米語（英語：Kainuu Sámi）是一種已經滅絕的薩米語，分類上屬於東薩米語组。這種語言曾廣泛被使用於芬蘭的凱努地區，但於十八世紀滅絕，當時凱努薩米人可能逐漸被鄰近城市同化並轉而說芬蘭語。
凱努地區原本的居民是薩米獵人。在17世紀時，由於該地區受到來自東方俄羅斯的威脅，芬蘭總督佩爾·布拉赫伯爵藉由「在凱努定居者可享有十年免稅的權利」來促進該地人口的增長，尤其鼓勵芬蘭農民在此生根。到此的移民主要來自薩沃省，因此芬蘭語的凱努方言非常接近薩沃方言。
有学者认为把凯努萨米语从凱米薩米語单独列为另外一门语言的理由不够充分。